# Estación de Puente de los Fierros
Puente de los Fierros (Fierros según la nomenclatura de Renfe) es una estación de ferrocarril situada en el municipio español de Lena, en el Principado de Asturias. Dispone de servicios de Media Distancia operados por Renfe. Forma parte también de la línea C-1 de Cercanías Asturias, de la cual es su cabecera.

## Situación ferroviaria
La estación se encuentra en el punto kilométrico 96,002 de la línea férrea de ancho ibérico que une Venta de Baños con Gijón a 507 metros de altitud, entre las estaciones de Linares-Congostinas y de La Frecha. El tramo es de vía única y está electrificado y se caracteriza por su difícil orografía al tener que superar el puerto de Pajares.

## Historia
La estación fue abierta al tráfico el 15 de mayo de 1881 con la puesta en marcha del tramo Pola de Lena-Puente de los Fierros de la línea que pretendía unir León con Gijón. La construcción fue obra de la Compañía de los Ferrocarriles de Asturias, Galicia y León creada para continuar con las obras iniciadas por Noroeste anterior titular de la concesión. Por desgracia para ella su situación financiera no fue mucho mejor que la de su antecesora y en 1885 acabó siendo absorbida por Norte. En 1941, la nacionalización del ferrocarril en España supuso la desaparición de esta última y su integración en la recién creada RENFE. 
Desde el 31 de diciembre de 2004 Renfe Operadora explota la línea mientras que Adif es la titular de las instalaciones ferroviarias.

## Servicios ferroviarios

### Media Distancia
Los servicios de Media Distancia de Renfe que tienen parada en la estación enlazan las ciudades de León, Oviedo y Gijón. La frecuencia varía entre 1 y 2 trenes diarios.
| Línea MD | Servicio | Origen/Destino          | Paradas intermedias | Destino/Origen |
| -------- | -------- | ----------------------- | --- | -------------- |
| 24       | Regional | León                    | La Robla · La Pola de Gordón · Santa Lucía · Villamanín · Busdongo · Linares-Congostinas · Puente de los Fierros · Campomanes · Pola de Lena · Ujo · Mieres-Puente · Llamaquique · Oviedo · Calzada de Asturias | Gijón          |
| 24       | Regional | Valladolid-Campo Grande | Valladolid-Universidad · Cabezón de Pisuerga · Corcos-Aguilarejo · Cubillas de Santa Marta · Dueñas · Venta de Baños · Palencia · Grijota · Becerril · Paredes de Nava · Villada · Grajal · Sahagún · El Burgo Ranero · Palanquinos · León · La Robla · La Pola de Gordón · Santa Lucía · Villamanín · Busdongo · Linares-Congostinas · Puente de los Fierros · Campomanes · Pola de Lena · Ujo · Mieres-Puente · Llamaquique · Oviedo · Calzada de Asturias | Gijón          |

### Cercanías
Forma parte de la línea C-1 de Cercanías Asturias, siendo el terminal sur de la línea. Una decena de trenes diarios en ambos sentidos la unen con Gijón el otro extremo de la línea. En el mejor de los casos el trayecto se cubre en una hora y cuarto.
| procedencia/destino | < estación | Línea | estación > | destino/procedencia |
| ------------------- | ---------- | ----- | ---------- | ------------------- |
| Gijón               | La Frecha  |       | Terminal   | Terminal            |